# Elecciones legislativas de la Unión Soviética de 1946
Las elecciones legislativas de la Unión Soviética de 1946 se llevaron a cabo el 10 de febrero de 1946 para designar a los diputados de la II convocatoria del Sóviet Supremo. De acuerdo con la ley soviética, 325,000 personas de una población adulta de 101,718,000 fueron privadas de su derecho a voto por varias razones.
Esta elección fue la primera en la que un decreto de 1945 permitió a los miembros del Ejército Rojo estacionados fuera de la Unión Soviética votar por ambas cámaras del Sóviet Supremo en distritos especiales de 100,000 miembros, una práctica que continuaría por décadas con la presencia del Ejército Rojo en el Bloque del Este.

## Resultados
| Partido                            | Soviet de la Union | Soviet de la Union | Soviet de la Union | Soviet de las Nacionalidades | Soviet de las Nacionalidades | Soviet de las Nacionalidades |
| Partido                            | Votos              | %                  | Escaños            | Votos                        | %                            | Escaños                      |
| ---------------------------------- | ------------------ | ------------------ | ------------------ | ---------------------------- | ---------------------------- | ---------------------------- |
| Partido Comunista                  | 100,621,225        | 99.1               | 576/682            | 100,603,567                  | 99.2                         | 509/657                      |
| Independientes                     | 100,621,225        | 99.1               | 106/682            | 100,603,567                  | 99.2                         | 148/657                      |
| En contra                          | 819,699            | 0.8                | –                  | 818,955                      | 0.8                          | –                            |
| Votos inválidos                    | 10,012             | 0.01               | –                  | 28,414                       | 0.03                         | –                            |
| Total                              | 101,450,936        | 100                | 682                | 101,450,936                  | 100                          | 657                          |
| Votantes registrados/participación | 101,717,686        | 99.7               | –                  | 101,717,686                  | 99.7                         | –                            |
| Fuente: Nohlen & Stöver            |                    |                    |                    |                              |                              |                              |